# Békássy Ferenc

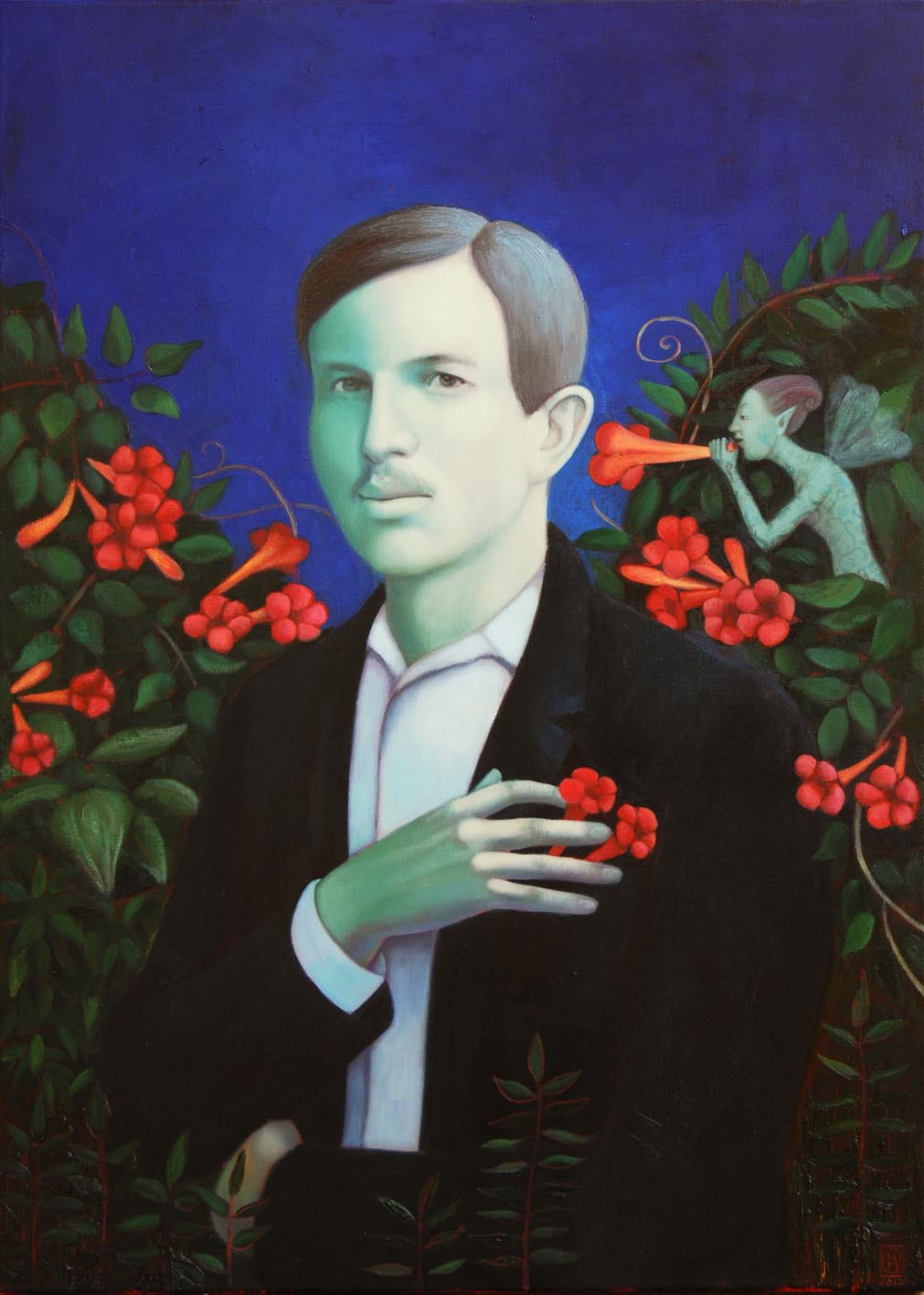
Kiss Márta portréja Békássyról

Békássy Ferenc (Zsennye, 1893. április 7. – Dobronuc, 1915. június 25.) magyar költő, esszéista, huszár, a magyar költészet Angliában sokáig legismertebb alakja. Újrafelfedezése a 2000-es években indult el.

## Pályafutása
Békási Békássy Ferenc ősi nemesi család sarjaként 1893. április 7-én született a Vas vármegyei Kis-Sennyén, a mai Zsennyén. Apja Békássy István főispán, anyja Bezerédy Emma. A haladó gondolkodású, nagy műveltségű szülők közül minden jel szerint az édesanya irányította az ifjú Békássy és testvérei szellemi fejlődését. A több nyelven is olvasó, angolul fordító Békássyné akarata érvényesült azzal, hogy az európai irodalmi és tudományos műveket egybegyűjtő családi könyvtár hangulatával feltöltődött gyerekek angliai iskolákban csiszolták tovább elméjüket.
Békássy Ferenc középiskolai tanulmányait 1905-től végezte a dél-angliai Bedales Schoolban, majd 1911-től a Cambridge Egyetemen a King’s College történettudomány szakos hallgatója lett.
Az angolul és magyarul egyaránt verselő, műfordítóként és tanulmányíróként is megmutatkozó fiatalember – Cs. Szabó László kifejezésével élve – „nem volt akárki”. Anglia eleven szellemi életének akkori formálói közé tartozott. Tagja volt a Cambridge Egyetem legkiválóbb diákjait tömörítő zártkörű irodalmi klubnak, az Apostolok Társaságának, ahol olyan – később híressé vált – gondolkodókkal állt kapcsolatban, mint Bertrand Russell, Ludwig Wittgenstein filozófusok, Virginia és Leonard Woolf, a korszak angol irodalmának kiemelkedő alakjai, vagy John Maynard Keynes közgazdász. Utóbbihoz, a Világbank majdani alapítójához Békássyt szoros barátság fűzte. Rendszeres vendég volt Keynes szellemi gócpontként működő londoni lakásán, ahol a meghívottak saját műveikből tartottak felolvasást. „A magyar költő [...] nemcsak egyenrangú, hanem kedvelt és ünnepelt tagja lett az összejöveteleknek” – írja Éder Zoltán.
Ilyen ígéretes pályakezdés közepette érte az ifjút a világháború kitörésének híre. Hazája iránti elkötelezettségből – azzal az eltökélt szándékkal, hogy Magyarországot fegyverrel is védelmezni fogja – Békássy mindenáron haza akart térni. Az utazásra épp a legutolsó napon került sor, amikor ezt még megtehette. Másnap Nagy-Britannia hadat üzent az Osztrák–Magyar Monarchiának, és a kinn maradt, ellenséggé vált magyarok internálás kényszere alatt távol maradtak a harcoktól, és túlélték a vérzivatart.
Békássy azonban hazaérkezvén önkéntes huszárnak állt a pápai 7. honvéd huszárezredbe. Pápára, majd onnan a galíciai frontra vezényelték. 1915. június 25-én Bukovinában, Dobronucnál, huszonkét éves korában hősi halált halt. A zsennyei családi sírkertben nyugszik, sírhelyét a Nemzeti Emlékhely és Kegyeleti Bizottság „A” kategóriában a Nemzeti Sírkert részévé nyilvánította.
Egybegyűjtött írásai 2010-ben, szerelmes levelei 2013-ban jelenhettek meg.
Összes műveit 2018-ban adták ki, Weiner Sennyey Tibor szerkesztésében.

## Művei

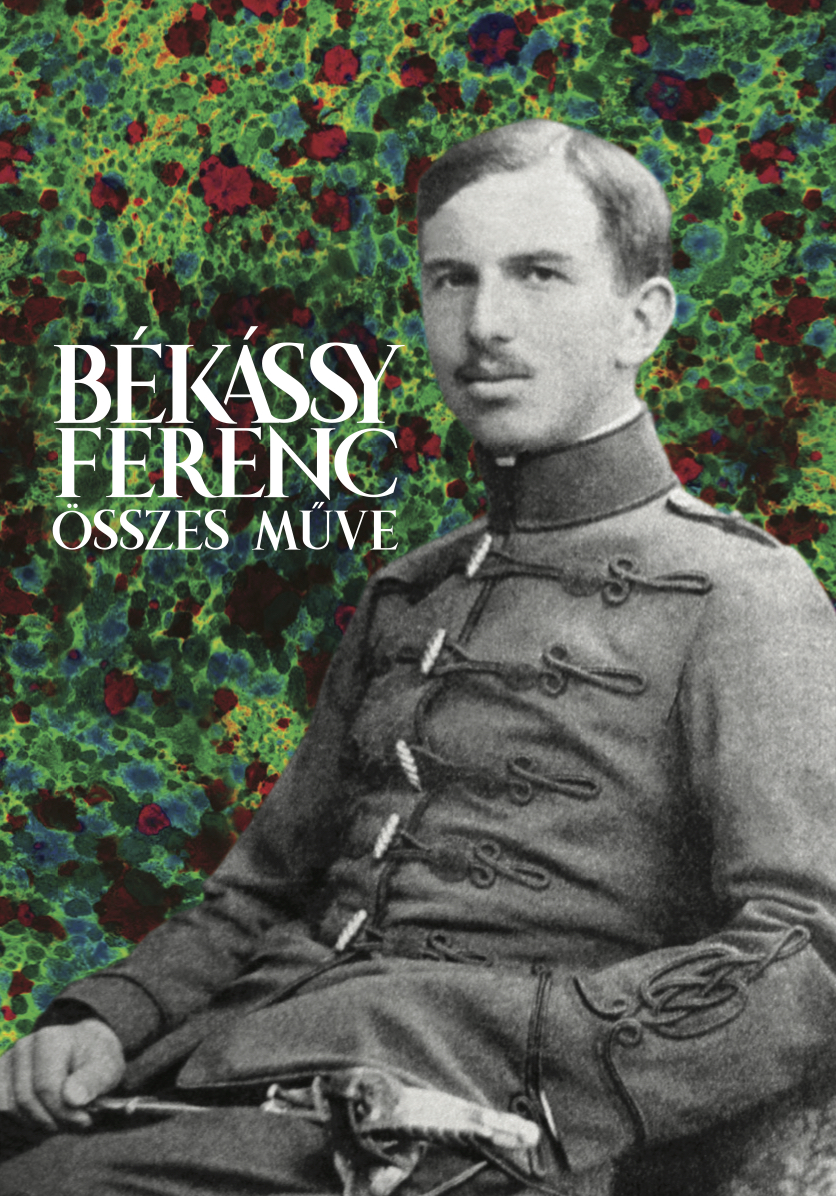
Békássy Ferenc összes művének borítója.

- Elmerült sziget. Versek (Budapest, 1915, Franklin)
- Békássy Ferenc hátrahagyott írásai. Fantáziák és gondolatok I–II. (Budapest, 1916, Lampel)
- Tanulmányok és jegyzetek I. Írókról és irodalmakról (Budapest, 1917, Lampel)
- Adriatica and other poems (Közreadta: Leonard és Virginia Woolf; London, 1925, Hogarth Press)
- Egy angol magyar műveltségközvetítő. Válogatás Békássy Ferenc hátrahagyott írásaiból (Vál. és szerk.: Éder Zoltán; Budapest, 1989, Nemzetközi Hungarológiai Központ)
- Békássy Ferenc egybegyűjtött írásai (Szerk. és utószó: Weiner Sennyey Tibor; Budapest, 2010, Irodalmi Jelen Könyvek – Aranymadár Alapítvány)
- Békássy Ferenc szerelmes levelei (Fordította: Balogi Virág. Szerk.: Gömöri György és Weiner Sennyey Tibor; Budapest, 2013, Aranymadár Alapítvány)
- Békássy Ferenc összes műve (Szerk. és utószó: Weiner Sennyey Tibor; Budapest, 2018, Magyar PEN Club – Aranymadár Alapítvány)

## Emlékezete
„Engem mostanában Békássy Ferenc tragikus sorsa foglalkoztat. Talán ismeri ezt a nevet, ez a Békássy egy nagy tehetségű fiatal író volt, aki Oxfordban járt egyetemre (vagy Cambridge-ben?), onnan jött haza a háború elején s mindjárt el is esett. Mindene megvolt, ami jóval csak az istenek elhalmozhatnak valakit, fiatal volt, egészséges, gazdag, előkelő és tüneményesen tehetséges. És 21 éves korában elesett Dobronousznál, valami piszkos huszár-kozák attakban. Babits írt róla annak idején a nyugatban, én is írtam később a verseiről. Most a tanulmány kötete került a kezembe, ragyogó dolgok vannak benne, főleg egy pompás, nagy Browning-essay. Kétségkívül legjelesebb íróink egyike lett volna ez a fiatalember, már az angol egyetemen becsülték, angol nyelven írt verseiért és értekezéseiért kitüntetéseket kapott, felkérték, hogy az angol egyetemen előadást tartson a magyar irodalomról … Megrendül az ember minden nemesebb hitében, mikor egy-egy ilyen lélek szörnyű, buta és vak pusztulásáról kell tudnia!”
(Részlet Tóth Árpád leveléből. Budapest, 1919. november 13.)
„Lelki hajlama a régi magyar műveltség felé vonzza. Azokat a nemes, nyugati magyarokat hozza eszembe Békássy Ferenc, kik európai tükörben látták meg saját arcukat, azt az időt, melyet szorongva érzünk vissza ma is, ha a Lánchídról vagy a Clark Ádám-térről az akadémia-épület nemes vonalait bámuljuk. Sokat olvasott, érett értelemmel. William Blake-et, a titokzatos angolt világos, magyar fővel szerette, de keze közé került Machiavelli, Ranke, Lafargue, William Morris, Ady, Ignotus, Karinthy és halála előtt Széchenyi István is, ki különös, mély benyomást gyakorolt rá. Hogy merre viszi később a vére, nem tudjuk. Annyi bizonyos, hogy a magyar irodalom értéket vesztett benne. Az épület nem épült fel, csak az előkészületei maradtak ránk, az állványok, melyeket erősen megcölöpözött és magasra vont, messze a mindennapi élet és a mindennapi irodalom fölé.”
(Kosztolányi Dezső)
„A háború kitört és a fiú hazatért, ekkor alkalmam lett volna vele találkoznom, íme most már nem lesz alkalmam soha. Előveszem a szép füzetet és megdöbbenek a címétől: "Versek" – az van ráírva, gyerekesen – "1912-től 19-ig". Nézem ezt a naiv készülődést, ezeket a könnyelmű számokat, akkor jól emlékszem, mosolyra derítettek, most mintha a gúnyos Sors nézne onnan reám. Mit ér egészség, tehetség, fiatalság, akarat, minden mit ér? Ó ha tudtam volna!”
(Babits Mihály)
„Ez a huszonkét éves ifjú, meglepő komolyságával, bölcselkedő elmélyülésre való hajlamával, már e zsenge kötetben is egyénien ható vonásokat tudott fölmutatni. Újabb költőinknél talán általánosan uralkodó a szinte hevesen közvetlen líraiság, az érzések áradata korláttalan csap ránk, a formák finom védő és tartó gátjai, a hasonlatok színes vitorlájú hajói együtt sodródnak e forró és fantasztikus folyam hömpölygésével s a gondolatok úgy jelennek meg, mint a meder titokzatos mélyéből fölszakított, olykor bizarr és érthetetlen formájú kövek. A fiatal Békássy legmegkapóbb vonása, hogy nála csaknem mindig hiányzik ez a heves líraiság, gondolatok kemény konstrukcióit építi egy-egy versébe s mégis érezzük, hogy lírát ír, egy ifjúi lélek vívódásait, reményét, koraérett kiábrándulásait, a férfiasság dacoló és nemes fölényének akaratát, – de mindezt úgy, ahogy egy nagy fáradsággal, kemény kövekből épült palota láttán is érezhetünk mély, lírai meghatódást. Arany Jánoshoz, a Dantéről írt halhatatlan lírai elmélkedés költőjéhez talán ő léphetett volna legközelebb, aminthogy az Arany-szabású költők is voltak kedvencei – első zsengéit Babits Mihálynak küldte el.”
(Tóth Árpád)
„Békássy Ferenc verseivel most újra foglalkozik egy irodalmárunk, Gál István. Méltatlanul elfelejtett, színes, zamatos költészete talán újra kiadásra kerül. Addig is, Babits tanulmánya őt emlékezetben tartja.”
(Weöres Sándor)

## Szakirodalom

### Róla szóló irodalom
- Babits Mihály: B. F. huszárönkéntes: elesett az északi harctéren, 1915. június. Nyugat, 1915/II. 824.
- Schöpflin Aladár: Békássy Ferenc. Huszadik Század, 1917. 146.
- Kosztolányi Dezső: Fantáziák és gondolatok. Békássy Ferenc hátrahagyott írásai. Nyugat
- Tóth Árpád: Elmerült sziget. Békássy Ferenc versei. Nyugat, 1916./6.
- Marconnay Tibor: Békássy Ferenc – Gondolatok és Fantáziák. In uő: A diadal és egyéb dolgok. Válogatott művek. Budapest, 1920
- David Garnett: The Golden Echo. Harconet, 1963. 270. (Gál István fordítása)
- Duczinszkay Ilona: Korán reggel. Új Írás, 1973/3.
- Gál István: Békássy Ferenc a magyar és az angol irodalomban. Életünk, 1976/3.
- Éder Zoltán: A kis-sennyei kastély a Rába-berek és a Sorok-rétek közt fekvő parkban áll. In Egy angol magyar műveltségközvetítő. Válogatás Békássy Ferenc hátrahagyott írásaiból. Vál. és szerk.: Éder Zoltán. Budapest, 1989. (Hungarológiai ismerettár, 4.)
- D. E. Moggridge: Maynard Keynes: An Economist Biography. Routledge, 1995
- Gömöri György: Békássy Ferenc levelei Noel Olivierhez. Életünk, 1995/11. 1038.
- William C. Lubenow: The Cambridge Apostles. 1820–1914. Cambridge, 1998
- Sipos Lajos: Babits és a Békássyak. Irodalomismeret, 1999/1.
- Gömöri György: Wittgenstein és Békássy. Életünk, 2001/3. 234–237.
- Pirint Andrea: Nagy Sándor eddig ismeretlen üvegablakterve a Petró-gyűjteményben 595. A Herman Ottó Múzeum Évkönyve 43., 2004.
- Weiner Sennyey Tibor: A zsennyei angol költő. Életünk, 2006/3.
- Weiner Sennyey Tibor: Csodavilág. Irodalmi Jelen, 2007/1.
- Weiner Sennyey Tibor: Ének Békássy Ferenc huszárönkéntes szerelméről és haláláról. Irodalmi Jelen, 2007/2.
- Weiner Sennyey Tibor: Notesz a keleti frontról – Békássy Ferenc tömegsírból előkerült verseiről. Új Forrás, 2008/7.
- Weiner Sennyey Tibor: Költő és huszár – Békássy Ferenc első teljes életrajza. Vasi Szemle, 2009/6.
- Papp Dániel: Békássy Ferenc, a magyar-angol költő. Irodalmi Jelen Online, 2010. január 5.
- Gömöri György: Még egyszer Békássyról. Irodalmi Jelen Online, 2010. január 7.
- Egy hihetetlen képlet I–II. Szörényi László és Weiner Sennyey Tibor beszélgetése a Békássy Ferenc-könyvbemutatón. Irodalmi Jelen Online, 2010. február 28.
- Gömöri György: Magyar "apostol" Angliában. Tanulmányok és versek Békássy Ferencről; Savaria University Press, Szombathely, 2020

### Az egybegyűjtött írásokról megjelent irodalom
- Tihany Viktor: Békássy-riport (Videó)
- B. A.: Álmokkal teli volt a feje – Békássy Ferenc ismeretlen opusa.[halott link] Nagyítás, 2010/12. (2010. március 24.)
- Weiner Sennyey Tibor: Zsennye szülötte – Beérett a Békássy Ferenc-életmű utáni nyomozás.[halott link] Nagyítás, 2010/12. (2010. március 24.)
- Korányi Mátyás: A tükörember – Kritika a Békássy Ferenc egybegyűjtött írásai című könyvről. Irodalmi Jelen Online, 2010. március 19.
- Útban a nagy karrier felé.[halott link] HetiVálasz.hu, 2010. április 7.
- Erdélyi S. Gábor: Nem akárki. 168 Óra Online, 2010. július 26.